# Bitola padrão

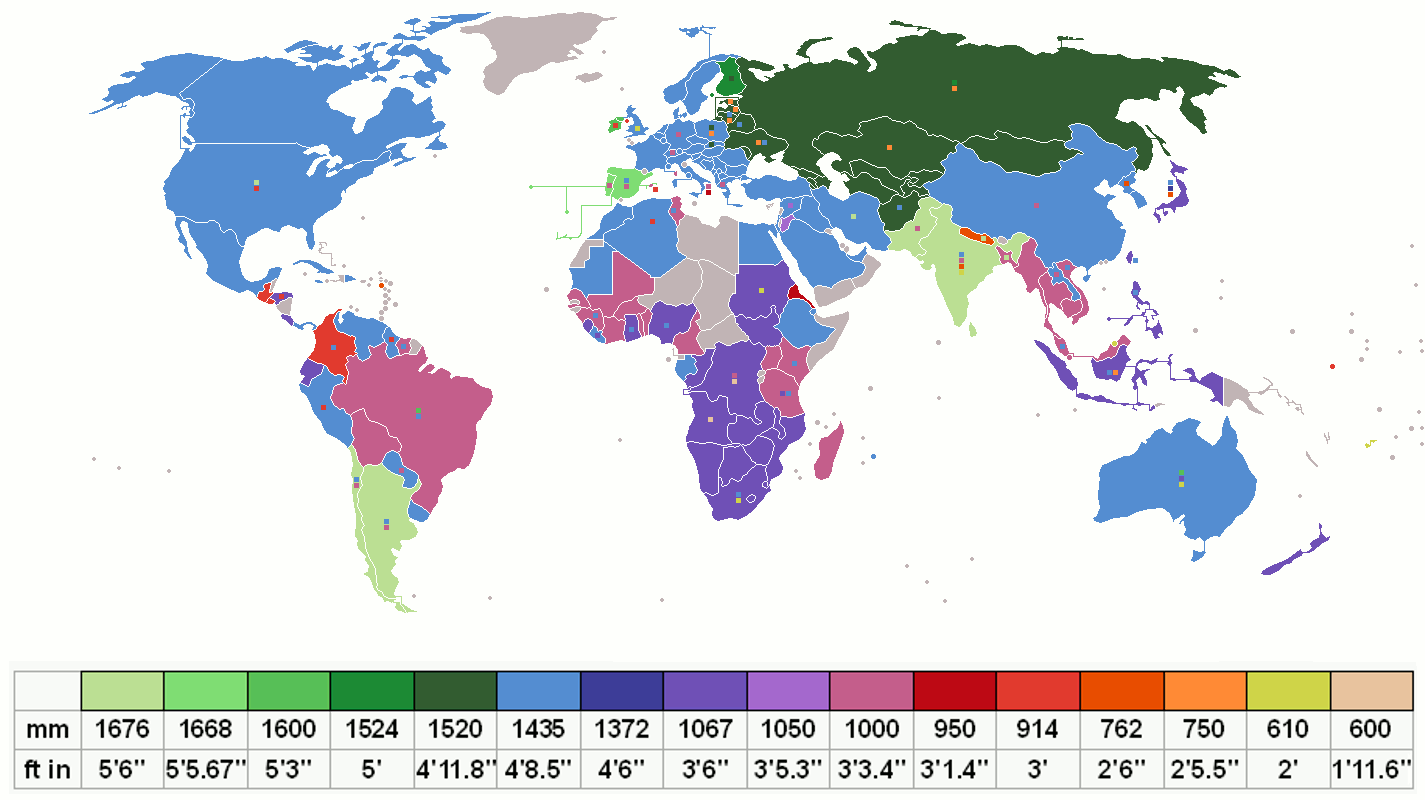
A bitola padrão é usada maioritariamente nos países a azul.

Bitola padrão, bitola standard ou bitola internacional é a bitola de 1 435 mm, usada em aproximadamente 60% das linhas ferroviárias de todo o mundo. Pela conferência Internacional de Berna, em 1907, ficou oficialmente apelidada de bitola internacional. É adotada atualmente como a bitola oficial de muitos países como França, Alemanha e Estados Unidos.
Não existe uma razão técnica para a adoção de exatamente 1 435 mm como padrão, apenas por ser a bitola usada na construção das primeiras ferrovias pelo seu inventor, George Stephenson.

## Bitola padrão em Portugal

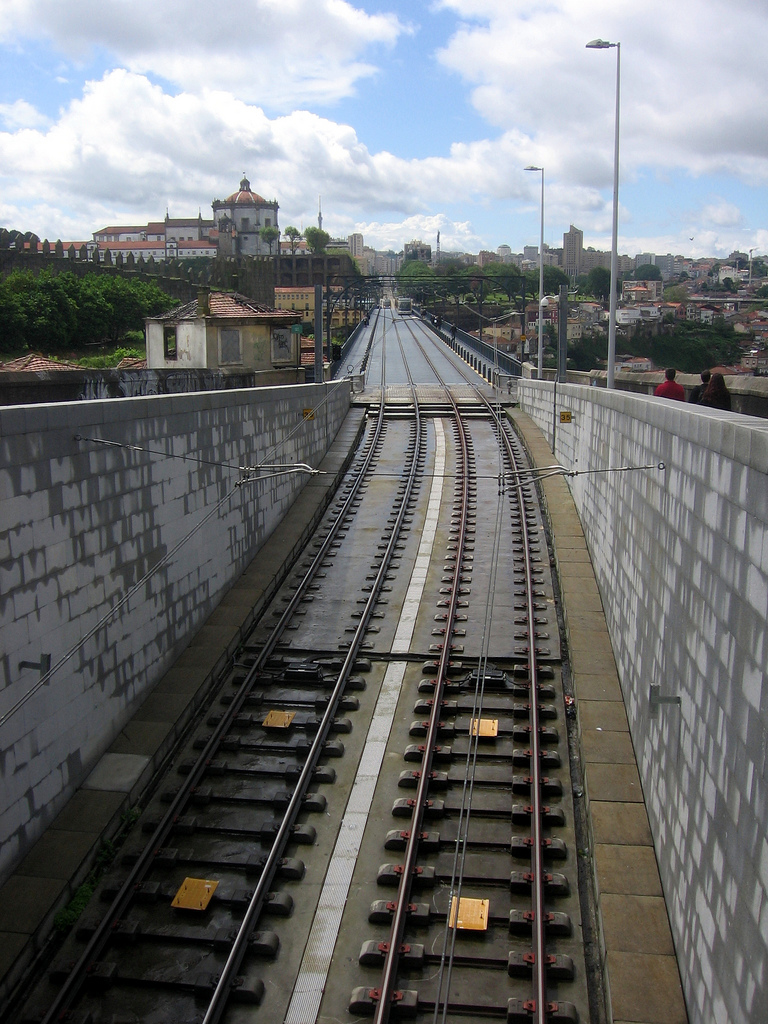
Carris da Linha Amarela do Metro do Porto, na passagem do túnel para a Ponte D. Luís.

Em Portugal, a bitola padrão é usada, principalmente, em ferrovias ligeiras urbanas de passageiros - STCP (elétricos), Metropolitano de Lisboa, Metropolitano do Porto, e Metro Sul do Tejo, e também nos funiculares do Bom Jesus e dos Guindais, tendo sido também escolhida para as linhas de alta velocidade projetadas. Foi usada no século XIX nos “americanos” de Lisboa (depois convertidos para bitola de 900 mm e mais tarde eletrificados) e em diversas ferrovias do que viria a ser a rede da Refer (convertidas posteriormente para bitola ibérica).[carece de fontes?]

## Bitola padrão no Brasil

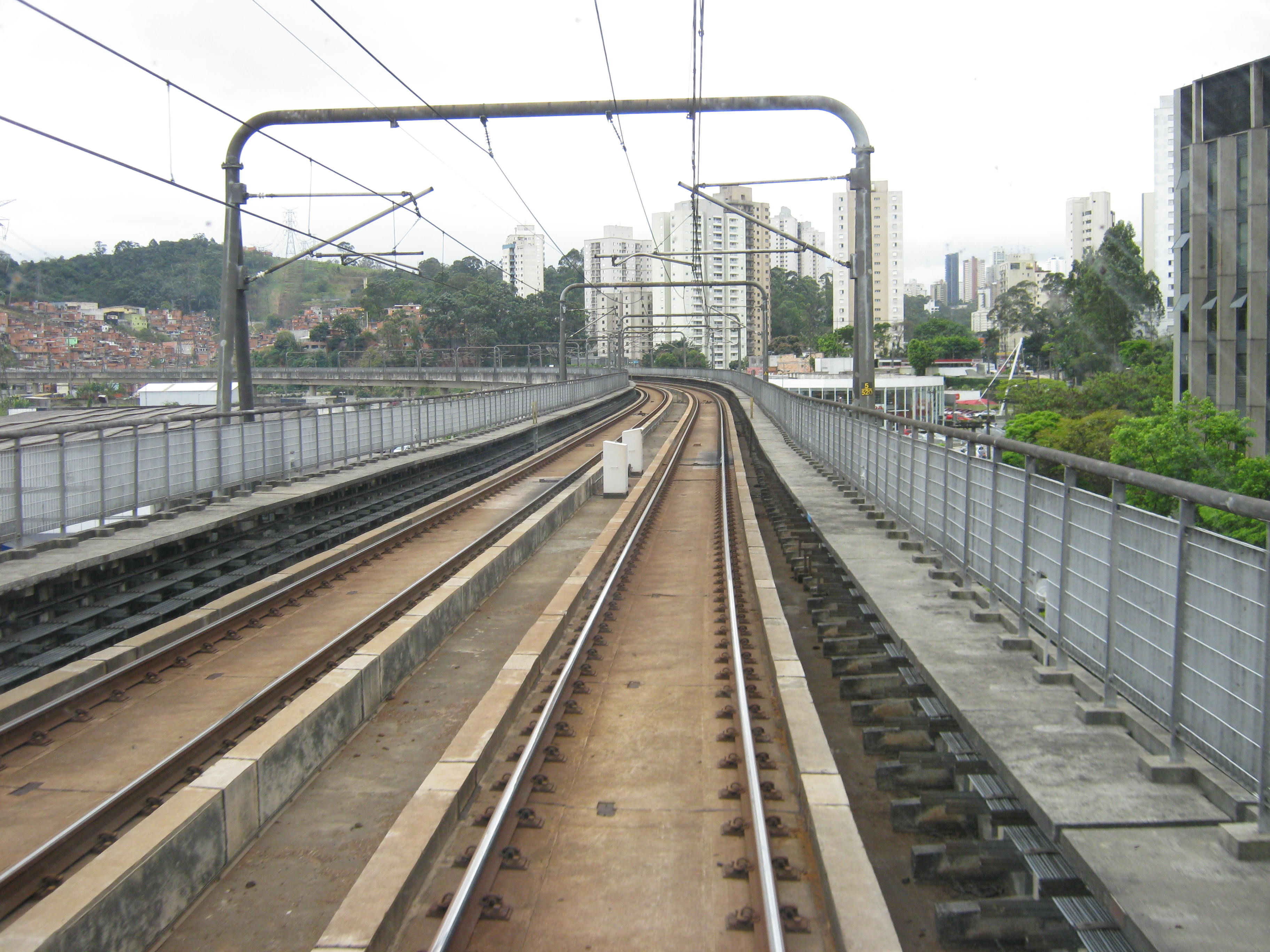
Trilhos da Linha 5 do Metrô de São Paulo

No Brasil, a bitola padrão é pouco usada. É usada nas linhas 4 e 5 do Metrô de São Paulo. Será usada também no Trem de Alta Velocidade.
No Brasil as novas ferrovias voltadas ao transporte de cargas usam a bitola irlandesa (com 1 600 mm entre trilhos), enquanto muitas utilizam a bitola métrica (com 1 000 mm entre trilhos).